# Tanner Scott
Pour les articles homonymes, voir Scott et Tanner.
Tanner Alexander Scott (né le 22 juillet 1994 à Mogadore, Ohio, États-Unis) est un lanceur gaucher des Marlins de Miami de la Ligue majeure de baseball.

## Carrière
Tanner Scott est choisi par les Orioles de Baltimore au 6e tour de sélection du repêchage amateur de 2014. Il fait ses débuts en ligues mineures en 2014 et est d'abord lanceur de relève avant de disputer en 2017 avec les Baysox de Bowie, au niveau Double-A, sa première saison en tant que lanceur partant.
Reconnu pour une balle rapide pouvant atteindre 160 km/h et pour sa balle glissante, Scott fait ses débuts dans le baseball majeur avec les Orioles de Baltimore comme lanceur de relève le 20 septembre 2017 contre les Red Sox de Boston.